# Geo (журнал)
GEO — международный научно-популярный журнал с уклоном в тематику путешествий, издаваемый ежемесячно с 1976 года компанией Gruner + Jahr (Грунер + Яр). Появился в Германии, в остальных странах выходит по лицензии GEO International GmbH.
Тематикой статей являются география, история, культура, этнография, биология, психология, астрономия, путешествия, биографии. Основной жанр — репортажи.

## История
Выпуск GEO начат гамбургским издательским домом «Gruner + Jahr» в 1976 году. Журнал выходит также во Франции с 1979, и в Испании с 1986 года. На 2011 год выходит также в: Болгарии, Венгрии, Греции, Индии, Италии, Латвии, Литве, Румынии, Словакии, Словении, США, Турции, Финляндии, Хорватии, Чехии, Эстонии, Южной Корее, Японии.
В марте 1979 года в Париже выходит первый номер журнала GEO France. Он настолько популярен, что издающая его компания Prisma Press становится вторым по величине издательством во Франции. 
В начале 1980-х годов журнал начинает меняться. Наряду с традиционными для него темами путешествий, репортажей о городах и странах, наблюдений за животными и экзотическими культурами GEO всё больше интересуется темами, связанными с будущим человечества в целом: экология и окружающая среда, демография, использование природных ресурсов, проблемы продовольствия. Таким образом GEO становится не только познавательным, но и общественным журналом. 
В 1987 году в Мадриде открывается GEO Испания.
С июля 1994 года по сей день редакцию GEO в Гамбурге возглавляет Петер-Маттиас Геде. 
В 1996 году редакция запускает детский журнал GEOlino. В России его аналог называется «ГЕОлёнок». 
В марте 1998 года первый номер GEO выходит в России. 
Осенью 2004 года выходит первый номер журнала GEOtraveller – ежеквартального журнала о путешествиях для состоятельных читателей.
С 2004 года GEO запускает журналы в Венгрии, Чехии, Румынии, Хорватии, Словакии и Турции, в декабре того же года – в Италии, а весной 2006 года – в Словении и Греции. Весной 2009 года журнал в зелёной обложке выходит более чем в 20 странах мира. Последней в марте 2009 года к семейству GEO присоединяется Бразилия.

## В России
В России журнал издается с марта 1998 года по лицензии GEO International GmbH. Тема первого номера: «Замки Луары». Редакция GEO Россия находится по адресу: 123557 г. Москва, Столярный пер., дом 3, строение 6.. В 1998 году журнал Geo был спонсором телеигры «Что? Где? Когда?», а её ведущий Владимир Ворошилов составлял авторские вопросы для сектора «Зеро» на основе статей журнала.
В 2003 году на российском рынке появляется детский журнал «ГЕОлёнок» - и сразу становится одним из самых популярных журналов для детей в стране. 
С декабря 2003 до октября 2006 года выходил журнал GEOFocus — информационно-познавательное издание, рассказывающее об истории, архитектуре, биологии, технике, спорте, психологии и о многом другом. Был интегрирован с журналом GEO с целью консолидации читательской аудитории данных научно-популярных изданий. В 2004, 2005 гг. вышло три специальных номера с лучшими материалами.
Летом 2009 года в ходе реструктуризации в издательстве «Gruner + Jahr» журналы GEO, GEOTraveller и GEOлёнок объединены в единую редакцию группы изданий GEO. 24 ноября 2009 года было официально объявлено о продаже российского подразделения «Gruner + Jahr» немецкому издательству «Аксель Шпрингер» (Axel Springer Russia).
В сентябре 2015 года в связи с новыми законодательными ограничениями в РФ для иностранцев (с 2016 г. не могут владеть более чем 20% компании – издателя СМИ) «Аксель Шпрингер» продал своё российское подразделение А. Федотову, владельцу издательского дома Artcom Media (издает журналы L’Officiel, Numero, Port и SNC). Детали сделки не разглашались. Новый владелец принял решение закрыть журналы группы GEO. В декабре 2015 года вышел заключительный номер журнала и редакция была распущена.
30 марта 2016 года медиа группа ACMG объявила о подписании договора с издательским домом Gruner + Jahr GmbH Co KG. Таким образом, в России возобновились печать журнала GEO, детского приложения GEOленок и Gala Биография, а также работа сайта www.geo.ru.
В марте 2018 года журнал отметил 20-летие своего выхода в России. После чего сменился главный редактор.
В августе 2018 года холдинг ACMG, которому принадлежит российская версия Forbes, принял решение о сокращении штата трёх изданий, признанных нерентабельными: GEO, «GEOлёнок» и журнала о жизни звезд «Gala Биография». Редакция находится в конфликте с издателем, который дважды в этом году сменил главного редактора. Ранее представитель медиагруппы Дмитрий Озман заявил, что журналы не закроют, а сократят периодичность их выхода. У журналов имелись большие долги. Сентябрьский номер GEO не вышел.

## Связанные проекты
- GEO Traveller  (4 раза в год, с 2004 года, журнал о путешествиях)
- The Best of GEO (специальные выпуски с лучшими материалами предыдущих номеров GEO)
- GEOлёнок  (ежемесячно, журнал для детей и подростков)
- GEOFocus  (выходил в 2003–2006 годах ежемесячно)

### Главные редакторы
- Дмитрий Якушкин (1998)
- Александр Величкин (1998 — 1999)
- Екатерина Сёмина (1999 — 2003)
- Владимир Потапов (2003 — 2007)
- Геннадий Мутасов (январь — июль 2008)
- Владимир Есипов (август 2008 — апрель 2018)
- Шалва Куртишвили (май — август 2018)